# Alloperla petasata
Alloperla petasata är en bäcksländeart som beskrevs av Surdick 2004. Alloperla petasata ingår i släktet Alloperla och familjen blekbäcksländor. Inga underarter finns listade i Catalogue of Life.